# Cartagena (Spanien)
Cartagena [kaɾtaˈxena] ist eine Stadt mit Seehafen im Südosten Spaniens. Sie hat 219.777 Einwohner (Stand: 2024) und ist damit die zweitgrößte Stadt der Region Murcia. Cartagena liegt an einer tiefen Bucht an der Costa Cálida („Warme Küste“). Sie ist einer der bedeutendsten Handelshäfen Spaniens und die größte Marinebasis am Mittelmeer. Die Stadt ist Sitz des Parlaments der Region Murcia sowie Bischofssitz. Es besteht eine Eisenbahnverbindung in die Stadt Murcia.

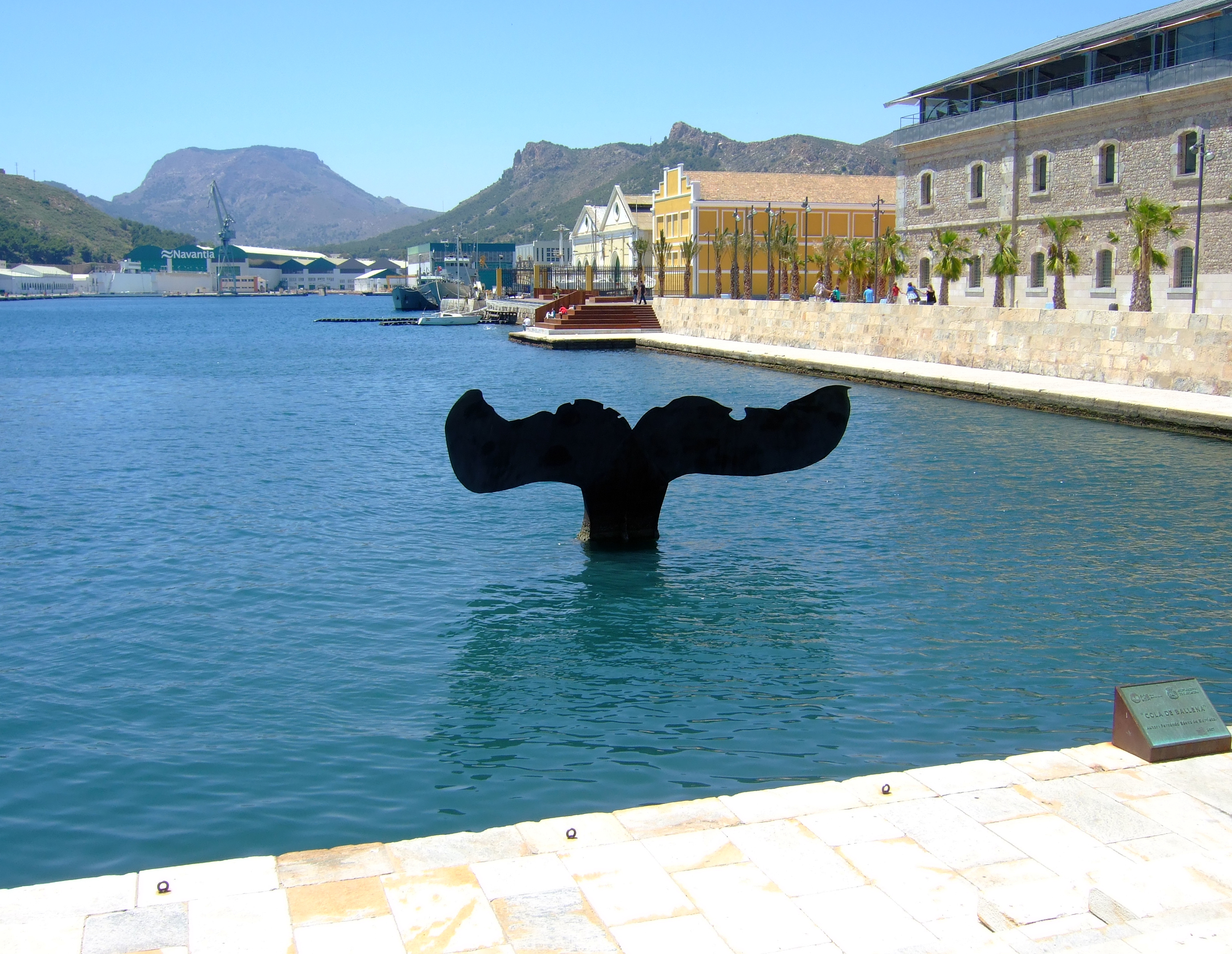
Blick auf einen Teil des Hafens

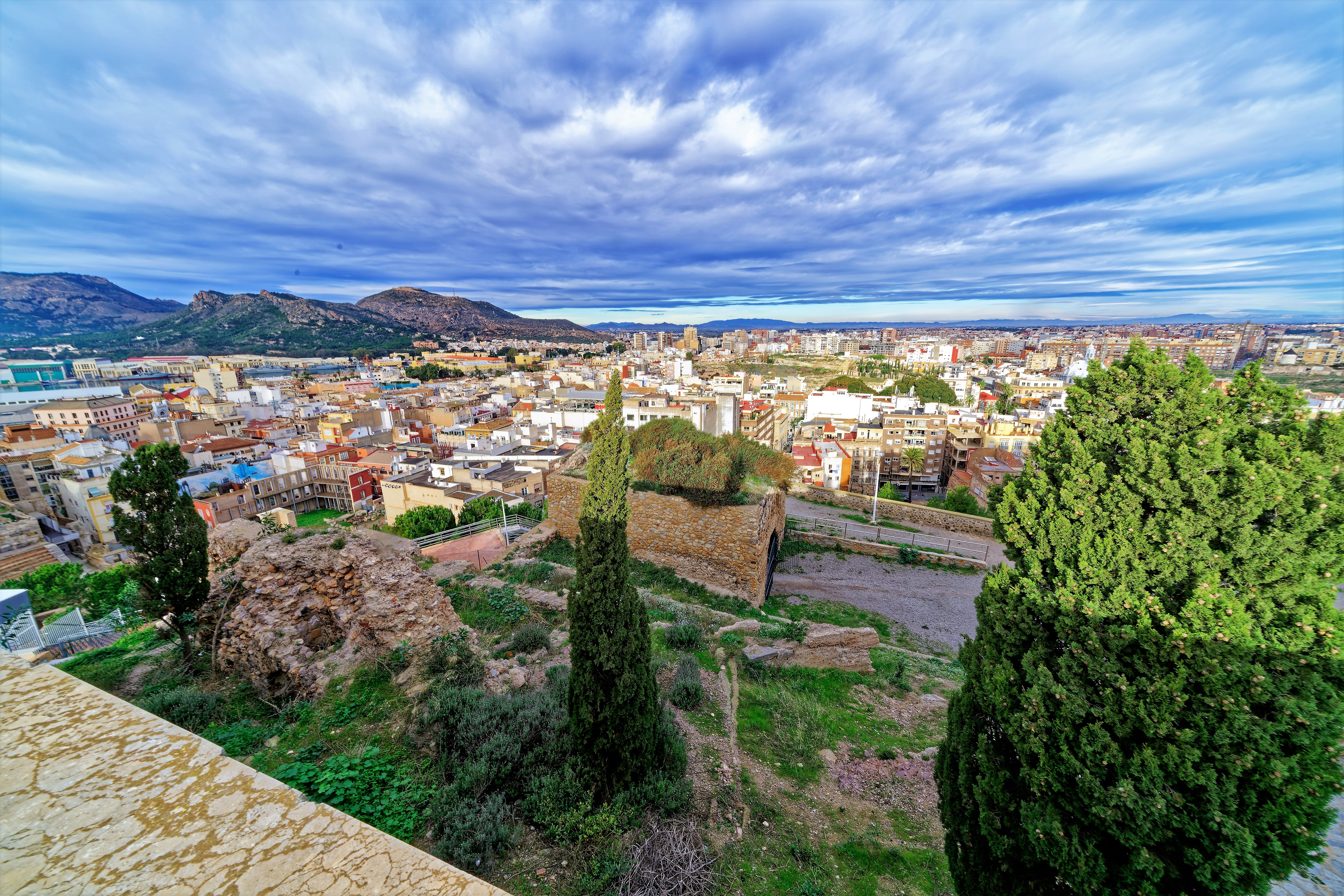
Blick vom Burgberg

## Geschichte
Bereits vor 50.000 Jahren lebten Neandertaler im Gebiet der heutigen Stadt, was unter anderem durch den Fund von farbig bemalten Muschelschalen in der Kalksteinhöhle Cueva de los Aviones belegt ist.
An der Stelle des heutigen Cartagena lag die wohl von Iberern erbaute Stadt Massia oder Mastia, die aufgrund ihrer Silberbergwerke bedeutenden Handel treiben konnte. Diese iberische Vorgängersiedlung Cartagenas wurde 227 v. Chr. von Hasdrubal als Qart-ḥadašt, was im Phönizisch-Punischen „Neustadt“ bedeutet, also unter gleichem Namen wie Karthago, neu gegründet und war Flotten- und Militärstützpunkt, faktisch die Hauptstadt der Karthager auf der Iberischen Halbinsel. Von hier brach Hannibal am Beginn des Zweiten Punischen Krieges (218 v. Chr.) nach Italien auf. Für die Römer war die Eroberung der Silberlagerstätten ein wichtiges Kriegsziel. Sie eroberten die Stadt unter Publius Cornelius Scipio Africanus 209 v. Chr. und nannten sie Carthago Nova. Bis zum 6. Jahrhundert n. Chr. blieb Carthago Nova die wichtigste Silberabbauregion des römischen Reiches. Nach Polybios arbeiteten hier 40.000 Menschen in den Silberbergwerken.
Anfangs zur römischen Provinz Hispania citerior gehörig, wurde sie später zur Provinz Tarraconensis gerechnet. Gaius Iulius Caesar erhob die Stadt 45 v. Chr. zur colonia, die seither den Namen Colonia Urbs Iulia Nova Carthago oder Colonia Victrix Iulia Nova Carthago trug. Unter Diokletian wurde sie 297 Hauptstadt der nach ihr benannten Provinz Carthaginiensis. 425 wurde sie durch die Vandalen zerstört, wohl 475 westgotisch, 554 erneut (ost)römisch. Unter dem Namen Carthago Spartaria war sie Hauptstadt der oströmischen Provinz Spania, ehe sie 625 wiederum westgotisch wurde. Ab 711 kam sie nach dem Untergang des Westgotenreichs zum Reich Todmirs, und 756 wurde sie, wie fast die gesamte Iberische Halbinsel, Teil des Emirats von Córdoba. 1269 von König Jakob I. erobert, kam sie, nunmehr Cartagena genannt, im Zuge der christlichen Reconquista zu Aragón.
In der zweiten Hälfte des 16. Jahrhunderts erhob Philipp II. Cartagena zu neuem Glanz und machte es zu einem bedeutenden Marinestützpunkt. Am 3. September 1643 errang der französische Admiral Jean Armand de Maillé-Brézé nahe Cartagena einen bedeutenden Seesieg über die spanische Flotte. Während des Spanischen Erbfolgekrieges erstürmte der englische Admiral John Leake 1706 Cartagena, das aber bereits am 18. November vom Marquis d’Asfeld zurückerobert wurde. Im Zuge des Siebenjährigen Krieges gewann eine von Henry Osborn kommandierte englische Flotte am 28. Februar 1758 eine nahe der Stadt ausgetragene Seeschlacht gegen Michel-Ange Duquesne de Menneville, der einem von den Engländern im Hafen von Cartagena blockierten französischen Geschwader zu Hilfe kommen wollte. Am 20. Juni 1815 siegte der US-amerikanische Commodore Stephen Decatur bei Cartagena über eine algerische Flotte. Am 5. November 1823 kapitulierte die Stadt vor den Franzosen. In den Wirren des Bürgerkriegs revoltierten die Progressisten in Alicante und vier Tage darauf, am 2. Februar 1844, auch in Cartagena gegen die spanische Regierung. Bereits am 25. März 1844 kapitulierte Cartagena aber an die Truppen der Königin Isabella II.
Während der Ersten Spanischen Republik bemächtigten sich föderalistische Intransigenten, die ihren Willen in Madrid nicht hatten durchsetzen können, am 12. Juli 1873 der Stadt und des Hafens mit den Kriegsschiffen. Sie wollten von Cartagena aus das übrige Spanien ihrer sozialistischen Föderativrepublik unterwerfen. General Juan Contreras wurde Vorsitzender der Junta, die am 31. Juli Almería und am 28. September Alicante bombardieren ließ, um diese Städte zum Anschluss an ihr revolutionäres Projekt zu zwingen. Das Einschreiten des deutschen Kapitäns Reinhold von Werner, dem allerdings nachher vom Reichskanzler Bismarck Einhalt geboten wurde, und der Engländer, die den Insurgenten mehrere Schiffe wegnahmen, machte den Seeunternehmungen ein Ende. Die Belagerung durch die spanischen Regierungstruppen auf der Landseite begann im August 1873, auf der Seeseite im Oktober, nachdem ein Angriff der Schiffe der Aufständischen auf die spanische Flotte am 11. Oktober abgewehrt worden war (Schlacht vor Cartagena). Die wenig energisch ausgeführten Ausfälle der Belagerten blieben erfolglos. In der Stadt gingen die Vorräte zur Neige. Die Revolutionsjunta und Sträflinge flüchteten sich auf der Fregatte Numancia, mit der sie die Blockade durchbrachen, nach Algier. Nachdem General José López Domínguez am 11. Januar 1874 das Fort Atalaya erobert hatte und die bedingungslose Übergabe der Stadt forderte, ergab sich Cartagena am folgenden Tag.
Während des Spanischen Bürgerkrieges (1936–1939) war Cartagena der Hauptstützpunkt der spanischen republikanischen Marine und eine der Hochburgen der republikanischen Regierung. Es behauptete sich länger als jede andere spanische Großstadt gegen die Truppen General Francos, die Cartagena erst am 31. März 1939 einnahmen.

## Klima
|                        | Jan  | Feb  | Mär  | Apr  | Mai  | Jun  | Jul  | Aug  | Sep  | Okt  | Nov  | Dez  |   |      |
| Mittl. Temperatur (°C) | 12,2 | 12,5 | 14,0 | 16,0 | 18,8 | 22,6 | 25,1 | 25,8 | 23,5 | 20,3 | 15,7 | 13,0 | ⌀ | 18,3 |
| Mittl. Tagesmax. (°C)  | 14,9 | 15,3 | 16,9 | 18,7 | 21,6 | 25,4 | 27,9 | 28,5 | 26,1 | 22,7 | 18,1 | 15,6 | ⌀ | 21   |
| Mittl. Tagesmin. (°C)  | 9,6  | 9,8  | 11,1 | 13,1 | 15,9 | 19,6 | 22,2 | 23,2 | 21,0 | 17,9 | 13,2 | 10,6 | ⌀ | 15,6 |
|                        |      |      |      |      |      |      |      |      |      |      |      |      |   |      |
| Niederschlag (mm)      | 27   | 22   | 29   | 26   | 20   | 6    | 2    | 7    | 38   | 36   | 33   | 26   | Σ | 272  |
|                        |      |      |      |      |      |      |      |      |      |      |      |      |   |      |
| Sonnenstunden (h/d)    | 7,6  | 8,2  | 9,5  | 10,7 | 12,0 | 12,8 | 12,3 | 11,1 | 9,7  | 8,7  | 8,0  | 7,3  | ⌀ | 9,8  |
|                        |      |      |      |      |      |      |      |      |      |      |      |      |   |      |
| Regentage (d)          | 3    | 3    | 3    | 3    | 2    | 1    | 0    | 1    | 3    | 4    | 4    | 3    | Σ | 30   |
|                        |      |      |      |      |      |      |      |      |      |      |      |      |   |      |
| Luftfeuchtigkeit (%)   | 69   | 66   | 68   | 68   | 69   | 69   | 72   | 72   | 71   | 74   | 68   | 70   | ⌀ | 69,7 |

| 9,6 |

| 9,8 |

| 11,1 |

| 13,1 |

| 15,9 |

| 19,6 |

| 22,2 |

| 23,2 |

| 21,0 |

| 17,9 |

| 13,2 |

| 10,6 |

| 9,6 |

| 9,8 |

| 11,1 |

| 13,1 |

| 15,9 |

| 19,6 |

| 22,2 |

| 23,2 |

| 21,0 |

| 17,9 |

| 13,2 |

| 10,6 |

| N i e d e r s c h l a g | 27  | 22  | 29  | 26  | 20  | 6   | 2   | 7   | 38  | 36  | 33  | 26  |
|                         | Jan | Feb | Mär | Apr | Mai | Jun | Jul | Aug | Sep | Okt | Nov | Dez |

## Sehenswürdigkeiten

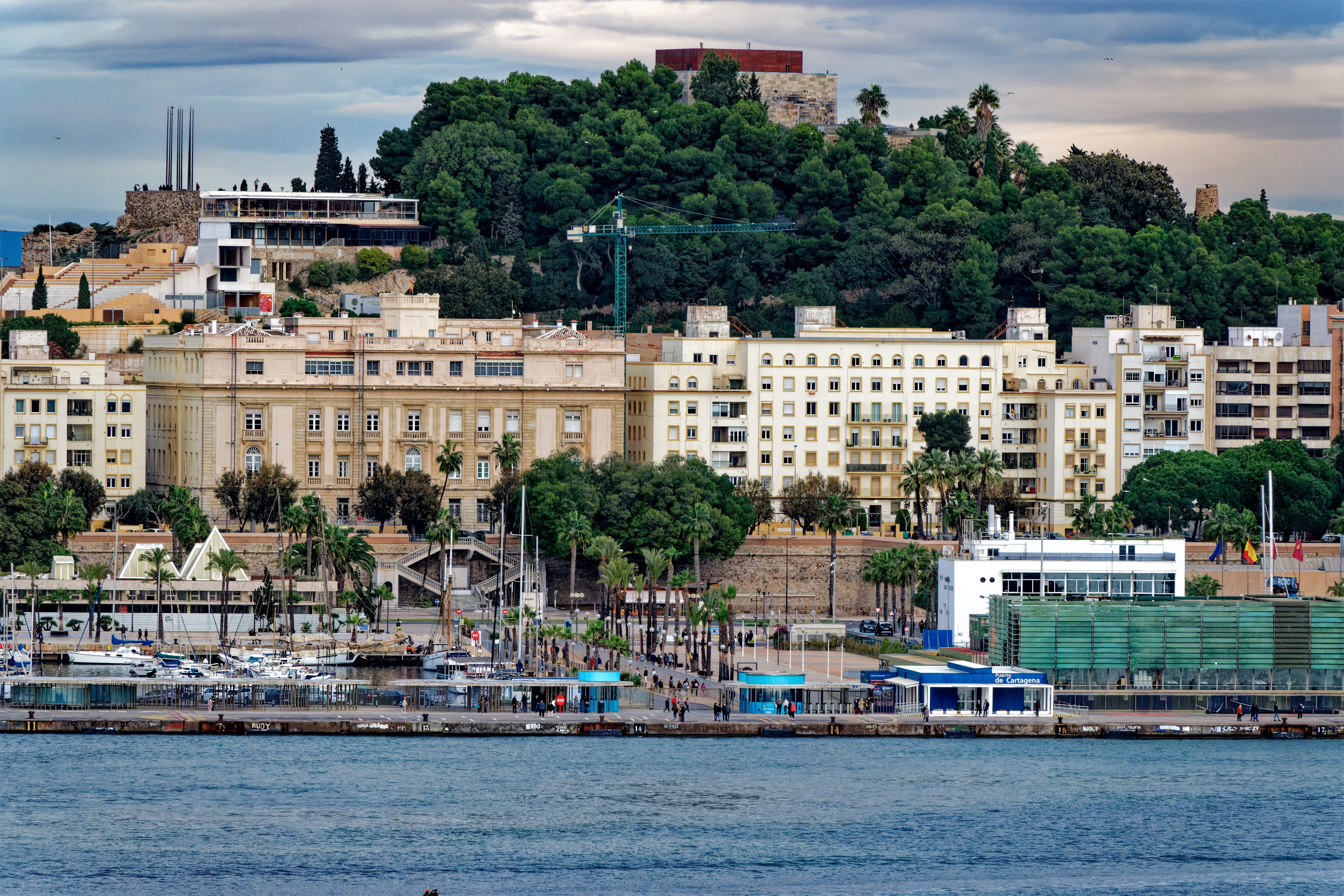
Über dem Hafen liegt die Burg

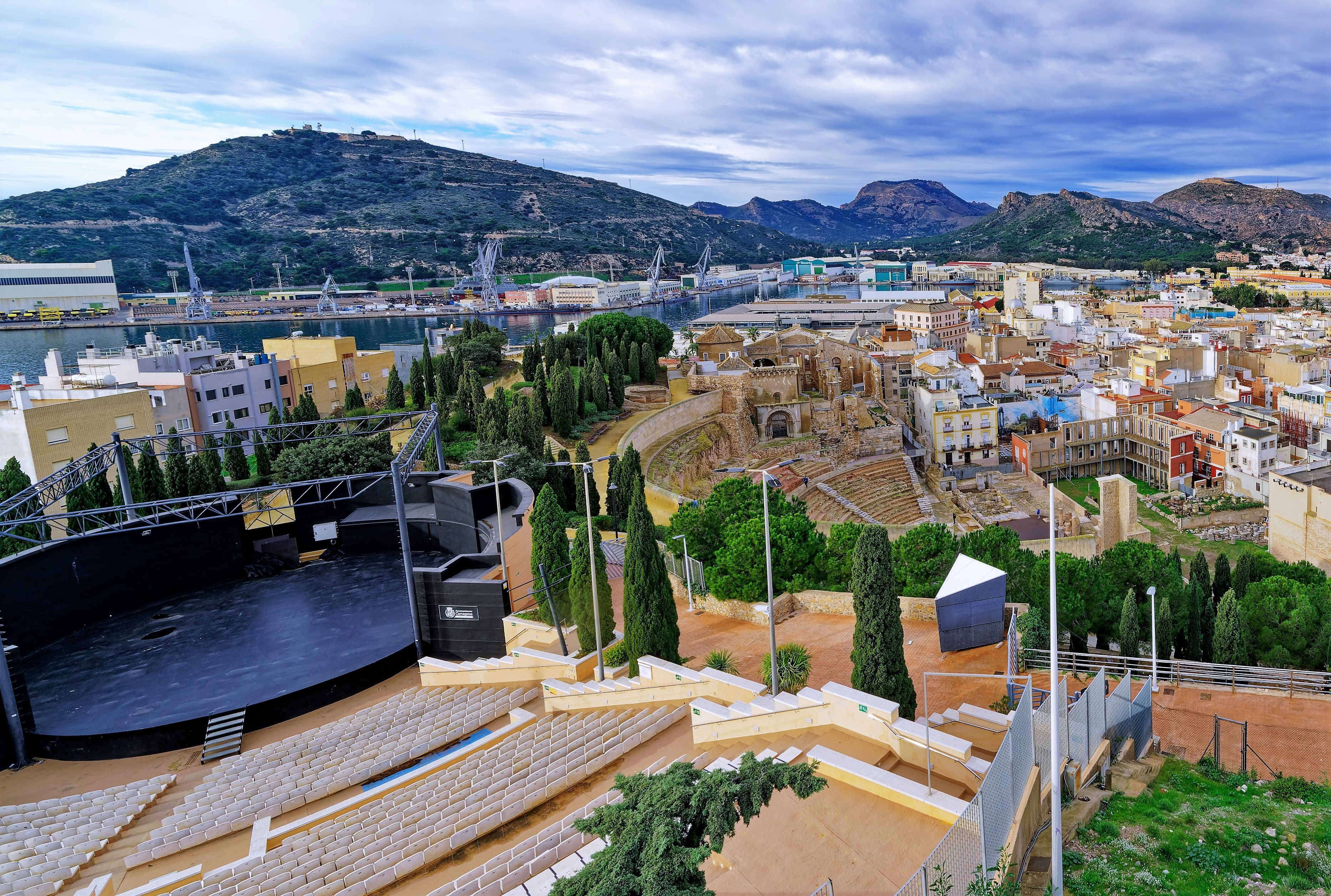
Moderne Bühne und antikes Theater

### Bauwerke

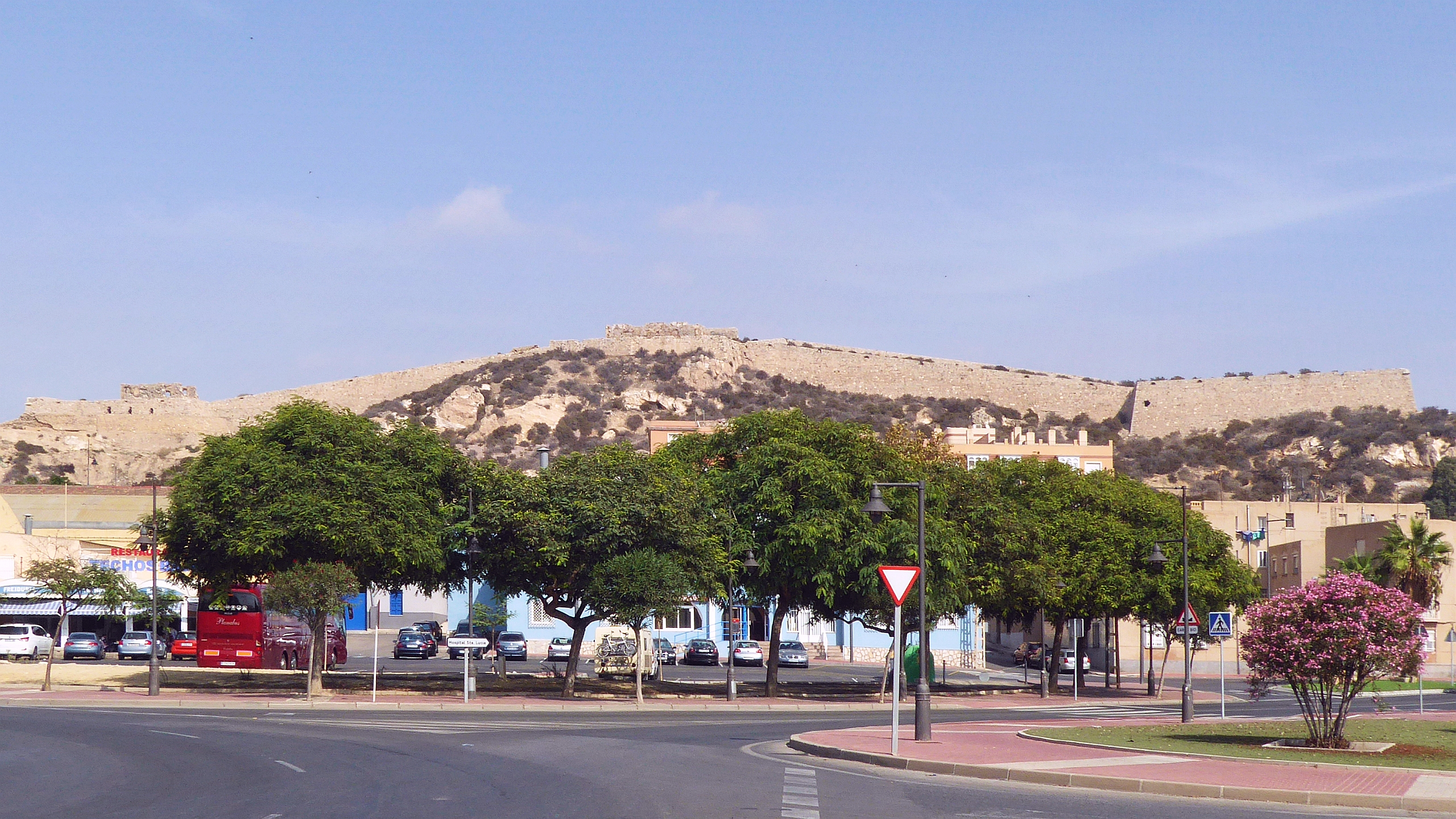
Castillo de los Moros (1773–1778), Wehranlage mit 250 m Länge oberhalb des Hafens

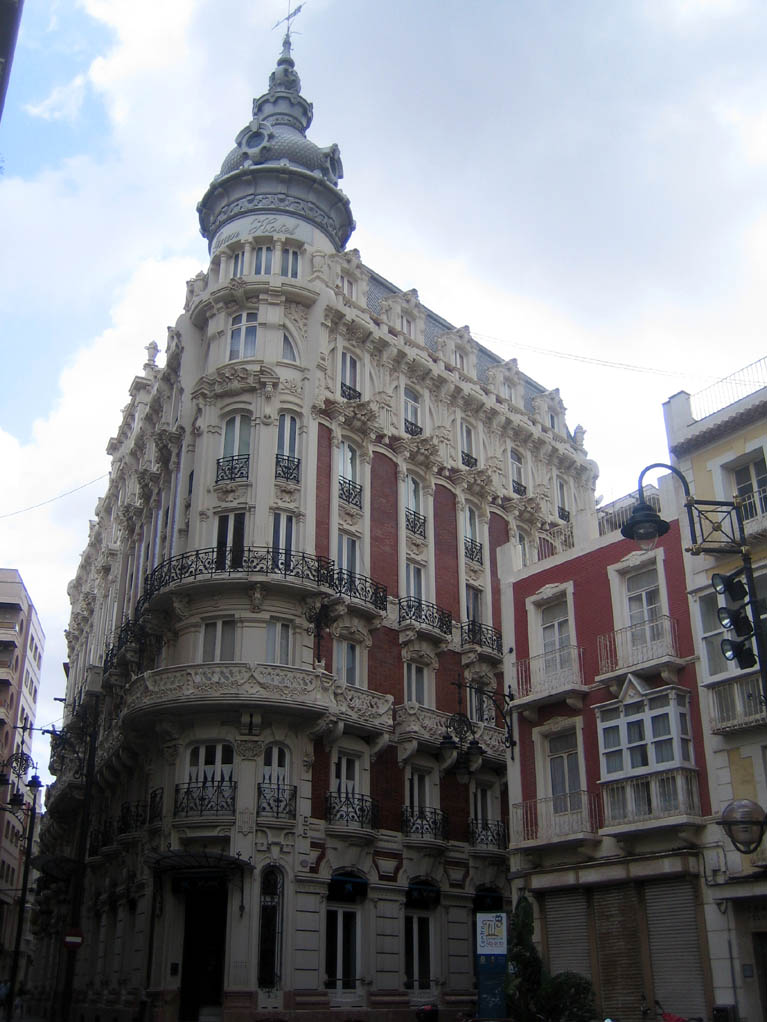
Gran Hotel de Cartagena (1916)

Cartagena besitzt eine Stadtmauer und Schutzanlagen um den Hafen. Zwei auf Felshöhen gelegene Forts, Las Galeras und San Julian, bewachen die Stadt. 70 m über dem Hafen liegt die Burg Castillo de la Concepción aus dem 11. Jahrhundert. Die Burganlage wurde später mit einer 1000 Meter langen Befestigungsmauer erweitert; die nicht freistehende Mauer ist zugleich ein Abfangungsbauwerk für die Anhöhe La Concepción.
Ebenfalls oberhalb des Hafens und östlich von La Concepción liegt die 250 Meter lange Wehranlage Castillo de los Moros, die in der Zeit von 1773 bis 1778 errichtet wurde und zur taktischen Ergänzung des Verteidigungssystems von Cartagena diente.
Vom Hafen aus kann man den bepflanzten Platz der Heroes de Cavite mit dem Monumento de los Heroes de Cavite besuchen, das an die Toten des Spanisch-Amerikanischen Krieges erinnert. Über Jahrzehnte lag im Hafen ein 1888 von Isaac Peral erbautes U-Boot; das Fotomotiv findet sich immer noch auf zahlreichen Ansichtskarten. Aufgrund von wetterbedingtem Verschleiß wurde das U-Boot in das Marinemuseum Museo Naval verlegt.
Auf der Plaza del Ayuntamiento sind die Überreste der im Spanischen Bürgerkrieg zerstörten Kathedrale Santa Maria la Vieja sowie eines römischen Amphitheaters zu besichtigen. 1987 wurde in Cartagena ein im 1. Jahrhundert n. Chr. erbautes römisches Theater entdeckt, das seit Juli 2008 öffentlich zugänglich ist. Die Fábrica de Fluido Eléctrico Hispania wurde 1900 erbaut. In der Calle Mayor befinden sich Jugendstilhäuser aus der Zeit um 1914.

### Museen
- Museo Naval, ein Marinemuseum.
- Museo Nacional de Arqueología Subacuática, stellt antike, aus dem Meer geborgene Funde aus.[8]
- Museo Arqueológico Municipal, stellt römische, arabische, westgotische und karthagische Fundstücke aus.

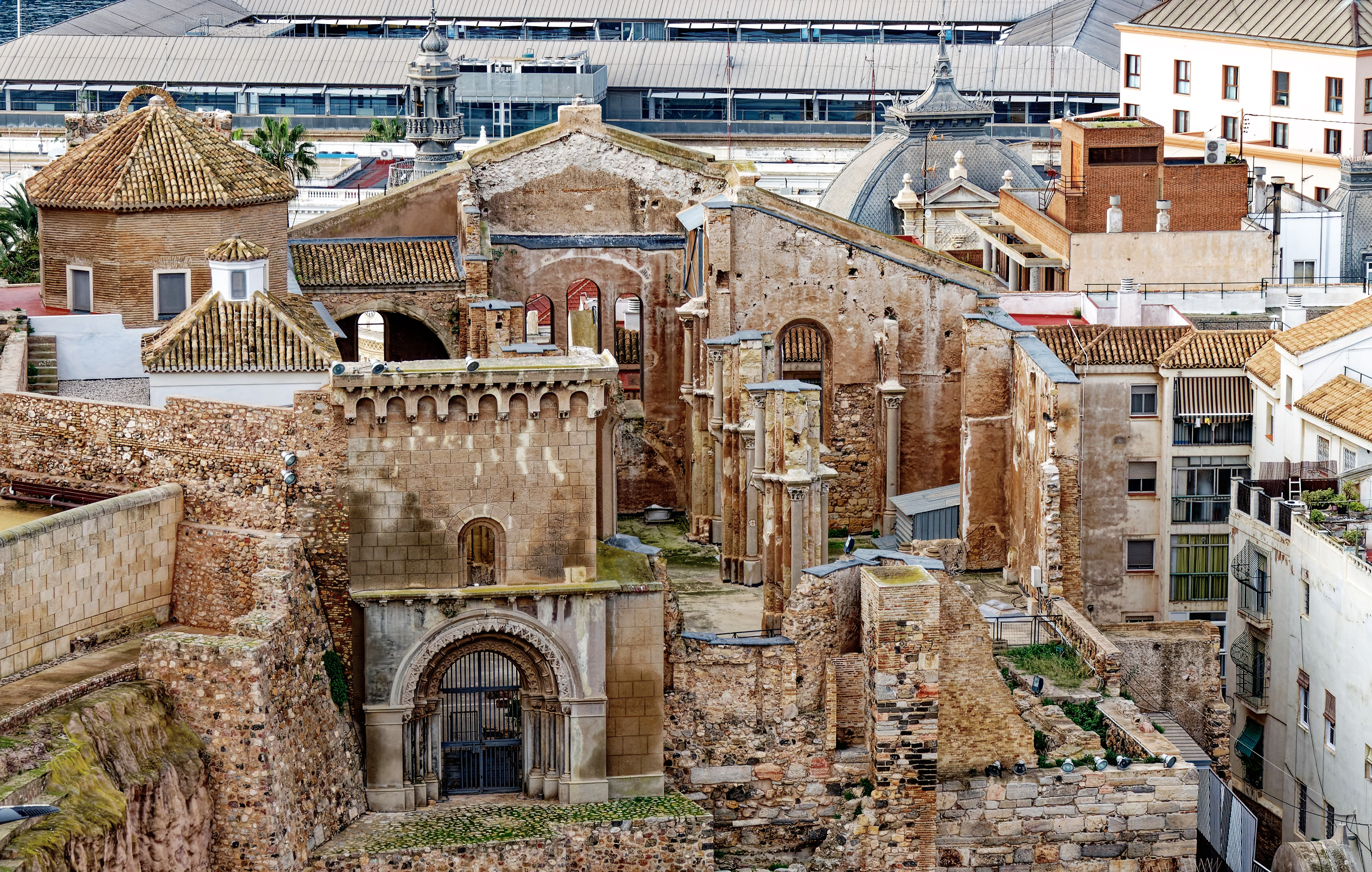
Die alte Kathedrale

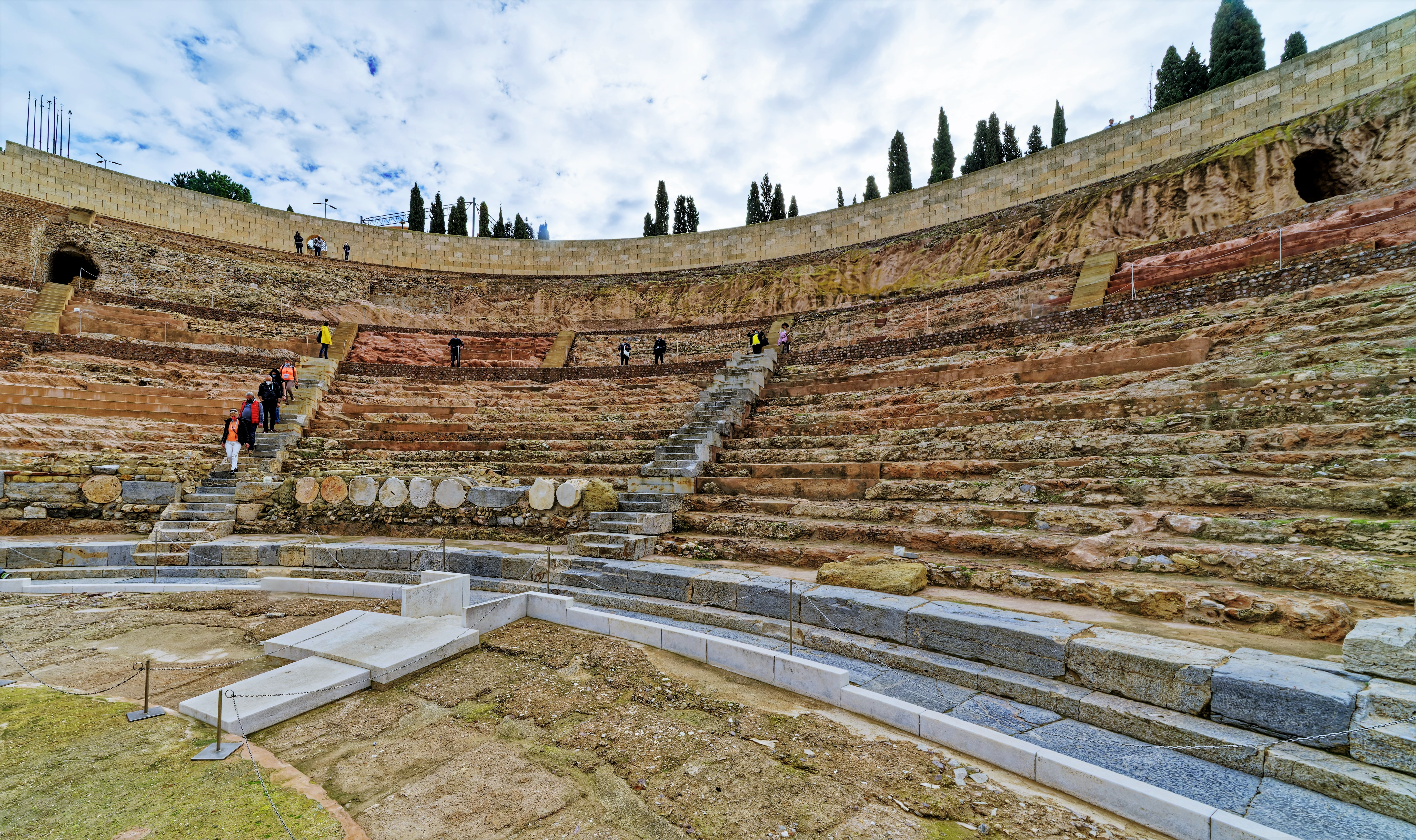
Das Römische Theater

### Weiteres
Das Römische Theater wurde 2008 der Öffentlichkeit zugänglich gemacht und gilt als archäologisches Juwel. Zwischen 2008 und 2015 besuchten 1,2 Millionen Menschen das Theater.
Die neueste Sehenswürdigkeit ist die alte Kathedrale, die seit 27. Juli 2016 für Besucher geöffnet ist. Nach der Überlieferung soll sie vom Apostel Jakobus im 1. Jahrhundert nach Christus gegründet worden sein. Dafür gibt es keine wissenschaftlichen Beweise. Gesichert ist, dass die Catedral Antigua nach der Zurückeroberung der Stadt durch Alfons X. dem Weisen wieder neu aufgebaut wurde.
Schon bald könnte Cartagena mit einer neuen Sehenswürdigkeit Aufmerksamkeit erregen. Unter der alten Stierkampfarena Plaza de Toros liegt ein römisches Amphitheater aus dem 1. Jahrhundert vor Christus verborgen. Das Amphitheater soll ab Winter 2016 ausgegraben und zum Teil dem Publikum bereits im Frühjahr 2017 zugänglich gemacht werden.

## Bildung
Cartagena besitzt eine Technische Universität (Universidad Politécnica de Cartagena) im Hospitalviertel.

## Bevölkerungsentwicklung der Gemeinde
Quelle: INE-Archiv – grafische Aufarbeitung für Wikipedia

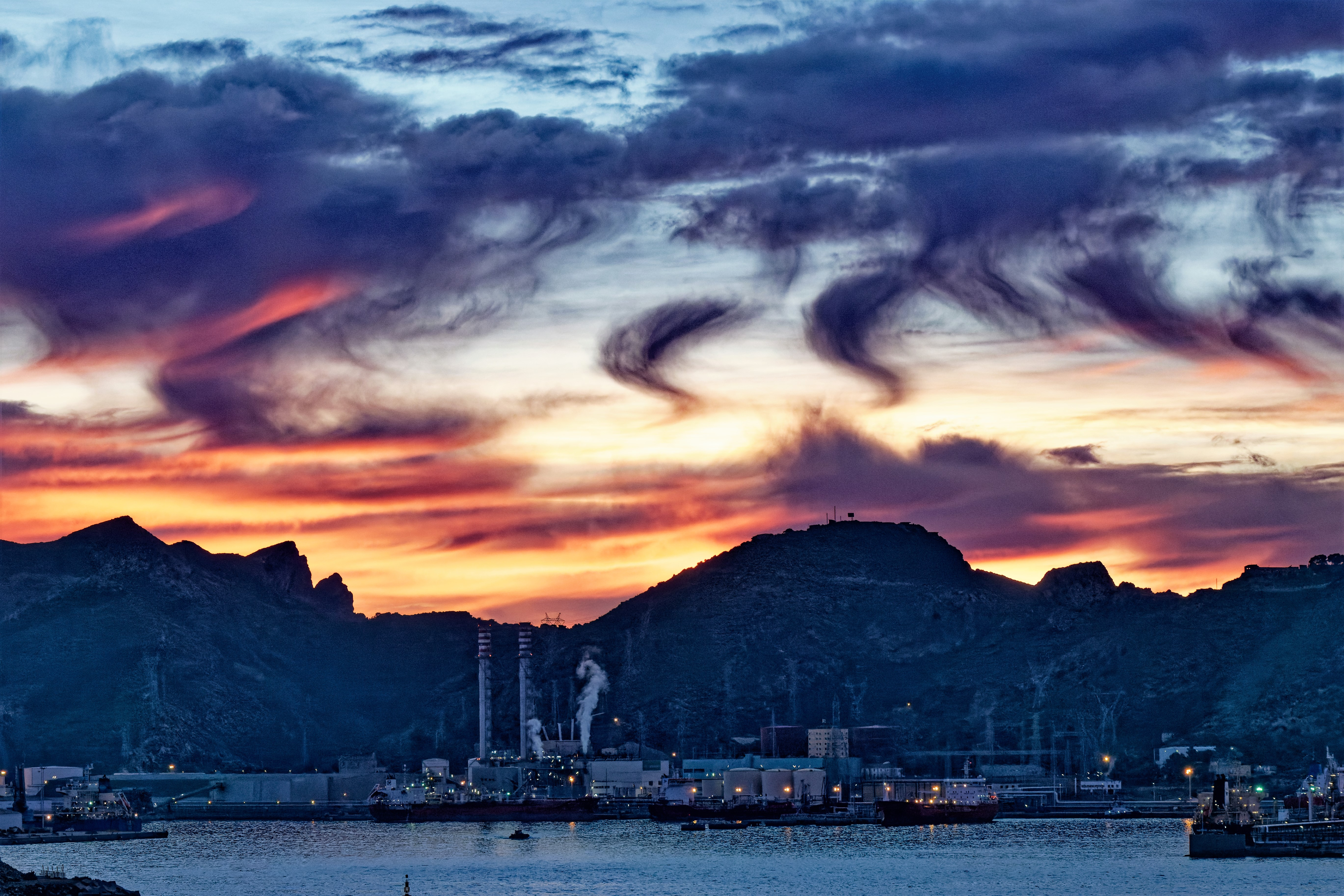
Erdölraffinerie in der Morgendämmerung

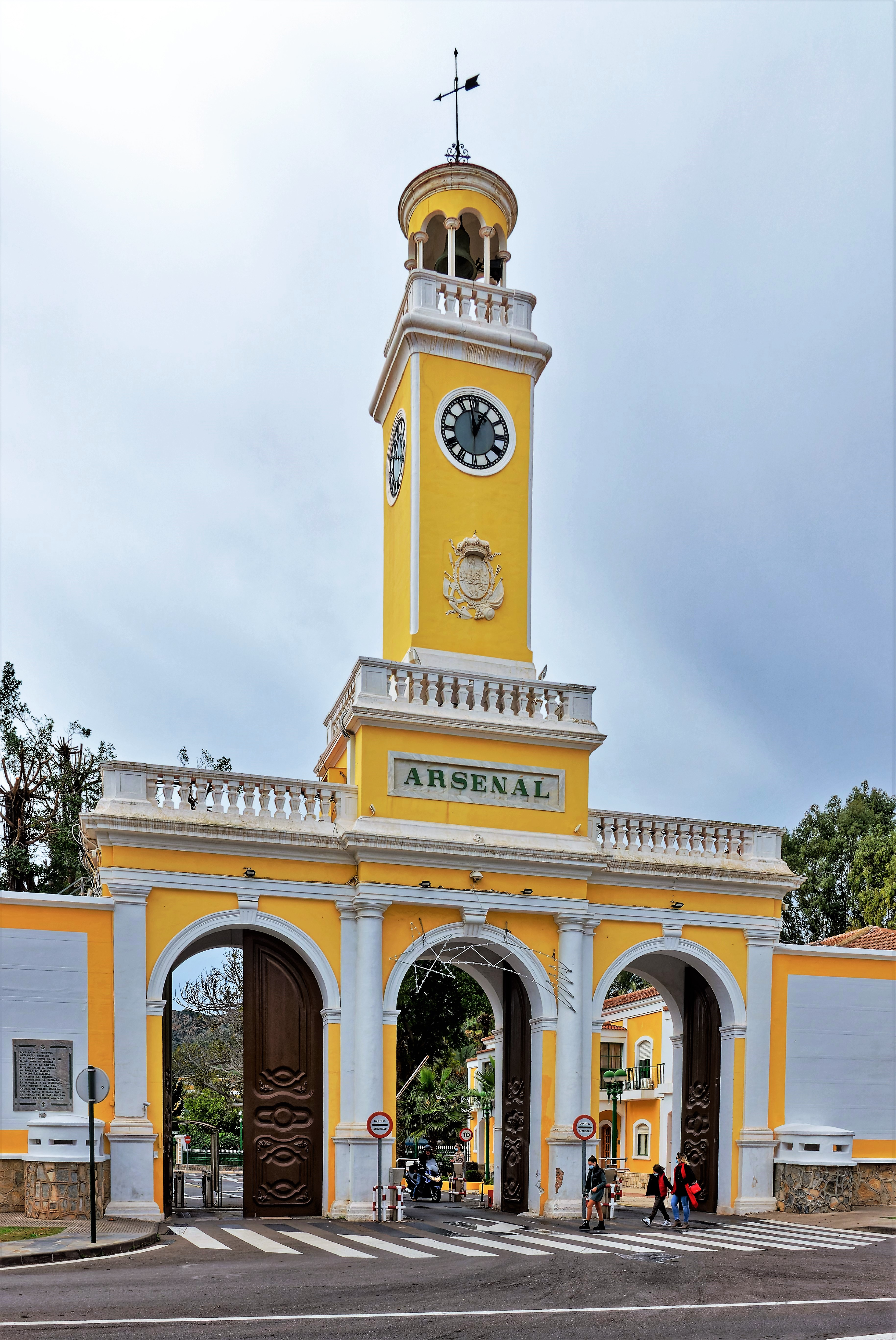
Haupteingang des Marinestützpunkts

## Wirtschaft
In Cartagena gibt es eine große Erdölraffinerie von Repsol. Arbeitsplätze werden auch durch Hafenwirtschaft, Marinearsenal und Tourismus geschaffen. In den letzten Jahren wurde die Kunststoffindustrie ausgebaut.
Ebenfalls in Cartagena ansässig ist die Firma DZ Licores S.L.U., die den bekannten Likör 43 herstellt.

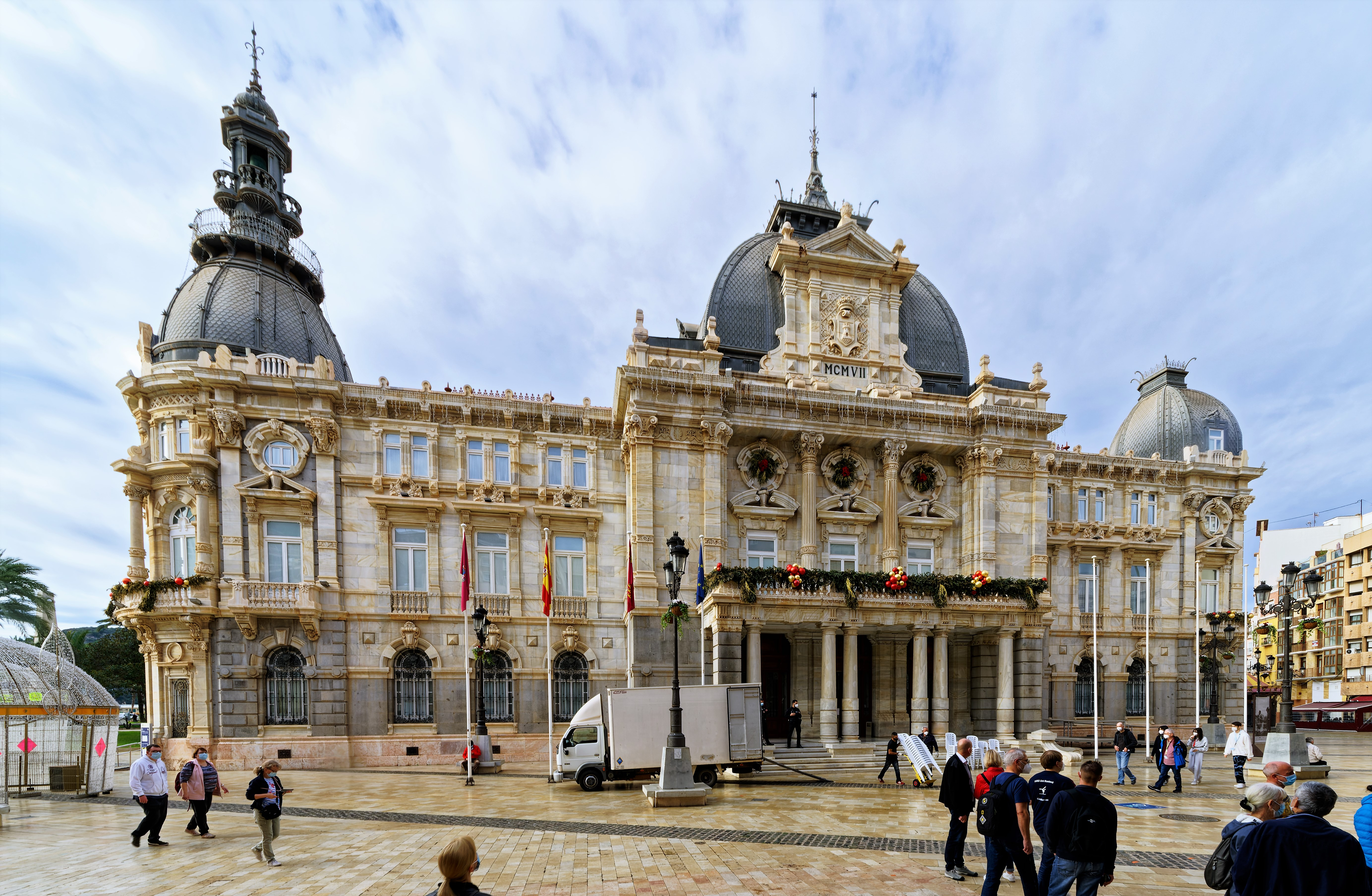
Das Rathaus

## Politik
| Partei       | 2023    | 2023  | 2019    | 2019  | 2015    | 2015  | 2011    | 2011  | 2007    | 2007  |
| Partei       | Stimmen | Sitze | Stimmen | Sitze | Stimmen | Sitze | Stimmen | Sitze | Stimmen | Sitze |
| ------------ | ------- | ----- | ------- | ----- | ------- | ----- | ------- | ----- | ------- | ----- |
| PP           | 34,32 % | 10    | 25,47 % | 7     | 30,59 % | 10    | 58,33 % | 19    | 55,28 % | 16    |
| PSOE         | 13,19 % | 4     | 21,67 % | 6     | 17,79 % | 6     | 17,55 % | 5     | 30,80 % | 9     |
| MC CARTAGENA | 25,7 %  | 8     | 27,44 % | 8     | 16,98 % | 5     | 5,51 %  | 1     | 7,54 %  | 2     |
| IU           | 3,97 %  | 0     | 6,93 %  | 2     | 3,46 %  | 0     | 6,03 %  | 2     | 4,23 %  |       |
| VOX          | 12,61 % | 4     | 7,96 %  | 2     | 1,1 %   | 3     |         |       |         |       |
| Ciudadanos   | 1,13 %  | 0     | 8,19 %  | 2     | 11,73 % | 3     |         |       |         |       |
| SI CARTAGENA | 5,44 %  | 1     |         |       |         |       |         |       |         |       |
| CTSSP        |         |       |         |       | 11,37 % | 3     |         |       |         |       |

Quellen: Spanisches Innenministerium (2007, 2011, 2015) / El País (2019, 2023)

## Sport

### Motorsport
Cartagena besitzt eine vergleichsweise anspruchsvolle Rennstrecke Circuito de Cartagena, welche 2009 die Internationale FIM Homologation C erhielt; auf ihr werden Läufe zur spanischen Meisterschaft sowie Europameisterschaftsläufe ausgetragen. Daneben wird die Strecke von kleineren Veranstaltern genutzt.

### FC Cartagena
Der FC Cartagena spielt in der zweithöchsten spanischen Liga, der Liga Smartbank.

## Tourismus
In der Nähe von Cartagena befindet sich La Manga del Mar Menor, ein Erholungs- und Urlaubsgebiet, das zum Verwaltungsgebiet der Stadt gehört. Das Gebiet hat im Durchschnitt 320 Sonnentage im Jahr und etwa 3000 Sonnenstunden, womit es viele Touristen in die Stadt zieht.
Die Feierlichkeiten in der Heiligen Woche Semana Santa ziehen viele spanische und ausländische Touristen in die Stadt. Zehn Tage lang finden überwiegend abends und nachts Oster-Prozessionen statt, bei denen der Leidensweg Christis dargestellt wird. Hierbei werden Heiligenskulpturen mit Blumen verziert und von Bruderschaften in charakteristischen Gewändern mit Trommeln und Musik durch die Stadt getragen.

## Städtepartnerschaften
- Alcantarilla,  Spanien
- Berzocana,  Spanien
- Bir Enzarán,  Westsahara
- Cartagena,  Kolumbien
- Karthago,  Tunesien
- El Burgo de Osma,  Spanien[14]
- Ferrol,  Spanien
- Terni,  Italien[15]

## Persönlichkeiten

### Söhne und Töchter der Stadt
- Leander von Sevilla (um 540–600), Mönch und Bischof von Sevilla
- Isidor von Sevilla (um 560–636), Bischof von Sevilla
- Ursula Micaela Morata (1628–1703), Nonne und Klostergründerin
- Miguel Tacón y Rosique (1775–1855), kastilischer Gouverneur von Kuba
- Isaac Peral (1851–1895), Marineoffizier, Ingenieur und U-Boot-Pionier
- Amalio Gimeno y Cabañas (1852–1936), Arzt, Wissenschaftler und Politiker
- José Saura (1901–1966), Radrennfahrer
- Ramón Serrano Súñer (1901–2003), Politiker
- Carmen Conde (1907–1996), Dichterin, Schriftstellerin und Lehrerin
- Antonio Romera (1908–1975), Karikaturist
- Agustín Albarracín Teulon (1922–2001), Medizinhistoriker
- Agustín Navarro (1926–2001), Filmregisseur und Drehbuchautor
- Gregorio García Segura (1929–2003), Filmkomponist
- José Ortiz (1932–2013), Comiczeichner
- Daniel Martín (1935–2009), Schauspieler
- Miguel de Guzmán (1936–2004), Mathematiker und Mathematikdidaktiker
- Joaquín Navarro-Valls (1936–2017), Direktor des Pressebüros des Heiligen Stuhls 1984–2006
- Gustavo (* 1939), Maler
- Arturo Pérez-Reverte (* 1951), Journalist und Schriftsteller
- José Carlos Martínez (* 1969), Balletttänzer und Choreograf
- José Antonio Solano (* 1985), Fußballspieler

### Mit der Stadt verbundene Persönlichkeiten
- María Dueñas (* 1964), Schriftstellerin
- Dieter Zorc (1939–2007), Fußballspieler